# The Velvet Underground (kniha)
The Velvet Underground je kniha amerického novináře Michaela Leigha. Původně byla vydána v září roku 1963 nakladatelstvím Mcfadden Books. Jde o studii sexuálního chování, zabývá se výměnou manželů, homosexualitou a sadomasochismem. Roku 1967 kniha vyšla ve Spojeném království pod názvem Bizarre Sex Underground.
Podle této knihy si svůj název zvolila hudební skupina The Velvet Underground.